# 魔法少女リリカルなのは Reflection
『魔法少女リリカルなのは Reflection』（まほうしょうじょ リリカルなのは リフレクション / Magical Girl Lyrical NANOHA Reflection）は、2017年7月22日から公開されたアニメーション映画作品。
『魔法少女リリカルなのはシリーズ』のアニメ映画版第3作目。キャッチコピーは「救うと決めた。たとえ全てを賭けてでも。」。

## 概要
2013年3月に行われた｢リリカルパーティーV」にて、本作の製作決定が発表された後、3年後の2016年10月｢ViVid Strike!｣のCMにて、公開時期が2017年夏である事が発表された。
発表時は「魔法少女リリカルなのは The MOVIE 3rd Reflection」だったが「The MOVIE 3rd」部分が、その後削除された。
今作は「魔法少女リリカルなのは Detonation」と合わせて2部作でありその前編である。
第1作、第2作はアニメがもとだが、今作はPSPで出されたゲーム「BOA」、「GOD」がもととなっている。

## ストーリー
惑星エルトリアでは死触という汚染が進みエルトリアに住んでいた人々は宇宙に退避していたが、フローリアン家は星を回復しようと研究を続けるもその柱であるグランツは病に伏せていた。
グランツの娘のキリエは遺跡で出会ったイリスと共に、引き留めようとする姉のアミティエを制して父と星を治すことができるとイリスが言う「永遠結晶」とそれを使うための「夜天の書」を手に入れるために地球へと向かった。
そのとき地球では高町なのはが友達のフェイトらと共に、海で見つけた巨大な結晶を目玉として建設した遊園地オールストン・シーで遊んでいた。
はやては遅れてオールストン・シーに向かうが、道中でイリスに「夜天の書」を奪われてしまう。
その後にキリエになのはとフェイトも襲われるが、キリエを止めに来たアミティエの助太刀もあって追い返すことに成功した。
イリスは奪った夜天の書からなのは、フェイト、はやてをそれぞれもとにしてシュテル、レヴィ、ディアーチェを召喚し、キリエと共に「永遠結晶」を手に入れるためオールストン・シーに向かう。
オールストン・シーでなのは達管理局側はイリスたちと交戦するもイリスとキリエは永遠結晶へとたどり着いた。
しかし、永遠結晶には星と父を治す力はなくキリエは騙されていたことをイリスから告げられキリエは攻撃を受ける。
そして管理局員の力を吸収したイリスは武装し永遠結晶の中で眠っていたユーリを目覚めさせ、ウイルスプログラムで操りフェイト達を襲わせた。
フェイト達は窮地に陥るが、なのはがアミティエからもらったナノマシンで強化された力でユーリを砲撃し助けに入る。
次作の魔法少女リリカルなのは Detonationに続く。

## 声の出演
- 高町なのは - 田村ゆかり
- フェイト・テスタロッサ - 水樹奈々
- 八神はやて - 植田佳奈
- アミティエ・フローリアン - 戸松遥
- キリエ・フローリアン - 佐藤聡美
- イリス - 日笠陽子
- シグナム - 清水香里
- ヴィータ - 真田アサミ
- シャマル - 柚木涼香
- ザフィーラ - 一条和矢
- リインフォースII - ゆかな
- アリサ・バニングス - 釘宮理恵
- 月村すずか - 清水愛
- リンディ・ハラオウン - 久川綾
- アルフ - 桑谷夏子
- クロノ・ハラオウン - 高橋美佳子
- エイミィ・リミエッタ - 松岡由貴
- ユーノ・スクライア - 水橋かおり
- ディアーチェ - 植田佳奈
- シュテル - 田村ゆかり
- レヴィ - 水樹奈々
- ユーリ - 阿澄佳奈
- ランディ - 柿原徹也
- マリエル・アテンザ - 阪田佳代
- シャリオ・フィニーノ - 伊藤静
- レティ・ロウラン - 大原さやか
- ジョディ・バニングス - 大井麻利衣
- デビッド・バニングス - 高橋大輔
- 月村春菜 - 佐野尚美
- 月村俊 - 高坂空
- 高町桃子 - 竹内恵美子
- レイジングハート - Donna Burke
- バルディッシュ - Kevin J.England
- レヴァンティン、グラーフアイゼン - Tetsuya Kakihara

## スタッフ
- 原作・脚本 - 都築真紀
- 監督 - 浜名孝行
- キャラクターデザイン - 橋立佳奈
- 総作画監督 - 橋立佳奈、坂田理、新垣一成
- バリアジャケット・デバイスデザイン原案 - 黒銀
- デバイスデザイン - 宮澤努、村松尚雄
- デバイス作画監督 - 村松尚雄、岡戸智凱
- エフェクトデザイン、エフェクト・アクション作画監督 - 木曽勇太
- プロップ作画監督 - 岡戸智凱
- レイアウト協力 - 益田賢治
- 絵コンテ・演出 - 浜名孝行
- 作画監督 - 長町英樹、井上和俊、小川エリ、小菅和久、森本由布希、宮地聡子、大塚あきら、河本美代子、山崎克之、重国勇二、尾崎正幸、江上夏樹、吉田雄一、加藤弘将、望月俊平、森前和也、萩尾圭太、糟谷健一郎、片山敬介、細田沙織、笠野充志
- 美術監督 - 鈴木朗
- 美術設定 - 平澤晃弘
- 色彩設計 - 赤間三佐子
- 撮影監督 - 榎本めぐみ
- 編集 - 関一彦
- 音響監督 - 亀山俊樹[2]
- 音楽 - 中條美沙
- スーパーバイザー - 石岡朋子
- プロデューサー - 新井智大
- 統括プロデューサー - 三嶋章夫、田中辰弥
- アニメーション制作 - セブン・アークス・ピクチャーズ
- 企画・製作 - NANOHA Reflection PROJECT
- 配給 - 松竹

## 主題歌
主題歌「Destiny's Prelude」
作詞 - 水樹奈々 / 作曲 - 加藤裕介 / 編曲 - 加藤裕介 / 歌 - 水樹奈々（キングレコード)
挿入歌「Invisible Heat」
作詞 - 岩里祐穂 / 作曲 - 丸山真由子 / 編曲 - 清水武仁 / 歌 - 水樹奈々 (キングレコード)
挿入歌「真夏のHoney Days」
作詞 - 都築真紀 / 作曲 - 中條美沙・中條尚由 / 編曲 - 中條美沙・中條尚由 / 歌 - 高町なのは(CV:田村ゆかり)

## 関連作品

### コミック
『角川コミックス・エース』より『魔法少女リリカルなのは Reflection THE COMICS』が2巻出されている。
原作：都築真紀 / 漫画：藤真拓哉 / コンテ構成：川上修一
1. 2018年6月26日初版発行 ISBN 978-4-04-107062-8
2. 2019年2月26日初版発行 ISBN 978-4-04-107990-4

### CD
- 魔法少女リリカルなのは Reflection ドラマCD付き特別鑑賞券 なのは&はやて編+ボーナストラックViVid Strike! フーカ編
- 魔法少女リリカルなのは Reflection ドラマCD付き特別鑑賞券 フェイト＆アリサ＆すずか編+ボーナストラックViVid Strike! リンネ編

(共に2016年12月29日、コミックマーケット限定発売、後に2017年1月30日～2月13日までKING e-SHOPにて期間限定で再販を行なっていた。)
- 魔法少女リリカルなのは Reflection Original Sound Track（2017年7月21日発売、品番：KICA-2520/21）
  - DISC1に挿入歌「真夏のHoney Days」収録。

### Blu-ray/DVD
2018年4月11日発売。発売･販売元はキングレコード
- 魔法少女リリカルなのは Reflection 通常版（Blu-ray/DVDでリリース）
- 魔法少女リリカルなのは Reflection 特装版（2枚組、Blu-ray/DVDでリリース）
- 魔法少女リリカルなのは Reflection 超特装版（3枚組（Blu-ray）、4枚組（DVD）、Blu-ray/DVDでリリース）

キャラクターコメンタリー出演
- 高町なのは：田村ゆかり
- フェイト・T・ハラオウン：水樹奈々
- 八神はやて：植田佳奈
- シグナム：清水香里
- ヴィータ：真田アサミ
- リインフォースII：ゆかな
- アミティエ・フローリアン：戸松遥
- キリエ・フローリアン：佐藤聡美
- イリス：日笠陽子
- ディアーチェ：植田佳奈
- シュテル：田村ゆかり
- レヴィ：水樹奈々
- フーカ・レヴェントン：水瀬いのり
- リンネ・ベルリネッタ：小倉唯
- 高町ヴィヴィオ：水橋かおり
- アインハルト・ストラトス：能登麻美子
- ユミナ・アンクレイヴ：上坂すみれ
- リオ・ウェズリー：喜多村英梨
- コロナ・ティミル：福圓美里
- ミウラ・リナルディ：伊藤かな恵
- ノーヴェ・ナカジマ：斎藤千和
- ヴィクトーリア・ダールグリュン：遠藤綾
- ハリー・トライベッカ：内山夕実
- エルス・タスミン：新井里美

## イベント
リリカル☆パーティVI
2018年5月13日に武蔵野の森総合スポーツプラザで開催。